# ۱۳۲۱ (خورشیدی)
۱۳۲۱ هزار و سیصد و بیست و یکمین سال هجری خورشیدی سالی کبیسه است.

## زادروزها
- ۲۱ فروردین - هایده، خواننده ایرانی
- ۲۱ فروردین - احمد میر علائی، محقق و استاد دانشگاه
- ۱ اردیبهشت - محمد مختاری، شاعر و نویسنده
- ۱۵ خرداد - عباس دوزدوزانی، اولین وزیر فرهنگ و ارشاد اسلامی ایران بعد از پیروزی انقلاب ایران (۱۳۵۷)، (درگذشت ۱۳۹۷)
- ۳۰ خرداد - خسرو معتضد، تاریخ‌دان و نویسنده
- ۲۰ تیر - مهدی فخیم‌زاده، بازیگر، کارگردان، نویسنده
- ۵ مرداد - بهمن  مفید، بازیگر
- ۵ مرداد - حسین عرفانی، دوبلور
- ۲۴ مهر - منوچهر پوراحمد، کارگردان، تهیه‌کننده، بازیگر
- ۲۷ مهر - محمود بنفشه‌خواه، بازیگر
- ۱۷ آبان - سعید امیرسلیمانی، بازیگر و کارگردان
- ۲۰ آبان - علی باباچاهی، شاعر
- ۱ آذر - حسن شماعی‌زاده، آهنگساز، نوازنده، خواننده و ترانه‌سرا
- ۲۶ بهمن - ناصر ممدوح، دوبلور

تاریخ نامشخص
- بهزاد نبوی، از فعالان سیاسی و وزیر سابق صنایع سنگین ایران.
- علی اکبر پرورش، وزیر آموزش و پرورش ایران در اوایل دوران جنگ ایران و عراق
- علی رامین، مؤلف و مترجم
- سید یحیی یثربی، استاد فلسفه و کلام اسلامی

## درگذشت‌ها
- ۹ اردیبهشت - ناصر دیوان کازرونی، رهبر قیام مردم کازرون و فارس علیه استعمار انگلستان
- ۵ آذر - محمد علی فروغی، سیاست‌مدار، نویسنده، مترجم و دانشمند
- ۸ دی - وحید دستگردی، شاعر